# روبين داريو لاروسا
روبين داريو لاروسا (بالإسبانية: Rubén Darío Larrosa)‏ هو لاعب كرة قدم أرجنتيني في مركز الهجوم، ولد في 12 أبريل 1979 في مدينة ترينكيو لايكيون في الأرجنتين. لعب مع برسيب باندونغ ونادي بيركيركارا ونادي غاما ونادي والسول.

## وصلات خارجية
- روبين داريو لاروسا على موقع قاعدة بيانات كرة القدم.إي يو (الإنجليزية)
- روبين داريو لاروسا على موقع Soccerbase.com (لاعب) (الإنجليزية)